# العلاقات البيروية الجورجية
العلاقات البيروفية الجورجية هي العلاقات الثنائية التي تجمع بين بيرو وجورجيا.

## مقارنة بين البلدين
هذه مقارنة عامة ومرجعية للدولتين:
| وجه المقارنة                                              | بيرو                                   | جورجيا                          |
| --------------------------------------------------------- | -------------------------------------- | ------------------------------- |
| المساحة (كم2)                                             | 1.29 مليون                             | 69.70 ألف                       |
| عدد السكان (نسمة)                                         | 32.16 مليون                            | 3.72 مليون                      |
| الكثافة السكانية (ن./كم²)                                 | 24.93                                  | 53.37                           |
| العاصمة                                                   | ليما                                   | تبليسي، كوتايسي                 |
| اللغة الرسمية                                             | اللغة الإسبانية، اللغة الأيمرية، كتشوا | اللغة الجورجية، اللغة الأبخازية |
| العملة                                                    | سول بيروفي جديد                        | لاري جورجي                      |
| الناتج المحلي الإجمالي (بليون دولار)                      | 211.39 مليار                           | 15.16 مليار                     |
| الناتج المحلي الإجمالي (تعادل القوة الشرائية) بليون دولار | 393.13 مليار                           | 35.68 مليار                     |
| الناتج المحلي الإجمالي الاسمي للفرد دولار أمريكي          | 6.03 ألف                               | 3.79 ألف                        |
| الناتج المحلي الإجمالي للفرد دولار أمريكي                 | 11.99 ألف                              |                                 |
| مؤشر التنمية البشرية                                      | 0.740                                  | 0.754                           |
| رمز المكالمات الدولي                                      | +51                                    | +995                            |
| رمز الإنترنت                                              | .pe                                    | .ge، .გე ‏                       |
| المنطقة الزمنية                                           | توقيت بيرو، 00                         | ت ع م+04:00                     |

## منظمات دولية مشتركة
يشترك البلدان في عضوية مجموعة من المنظمات الدولية، منها:
| علم المنظمة | اسم المنظمة                   | تاريخ انضمام بيرو | تاريخ انضمام جورجيا |
| ----------- | ----------------------------- | ----------------- | ------------------- |
|             | يونسكو                        | 21 نوفمبر 1946    | 7 أكتوبر 1992       |
|             | الفريق المعني برصد الأرض      | ?                 | ?                   |
|             | مؤسسة التمويل الدولية         | 20 يوليو 1956     | 29 يونيو 1995       |
|             | مؤسسة التنمية الدولية         | 30 أغسطس 1961     | 31 أغسطس 1993       |
|             | منظمة التجارة العالمية        | ?                 | 14 يونيو 2000       |
|             | الاتحاد البريدي العالمي       | ?                 | ?                   |
|             | الاتحاد الدولي للاتصالات      | 12 يوليو 1915     | 7 يناير 1993        |
|             | الأمم المتحدة                 | 31 أكتوبر 1945    | 31 يوليو 1992       |
|             | البنك الدولي للإنشاء والتعمير | 31 ديسمبر 1945    | 7 أغسطس 1992        |
|             | المنظمة الهيدروغرافية الدولية | ?                 | ?                   |

## وصلات خارجية
- موقع وزارة الخارجية البيروفية
- موقع وزارة الخارجية الجورجية